# Некрасовка (Сахалинская область)
Некра́совка — село в Охинском городском округе Сахалинской области России, в 23 км к западо-северо-западу от районного центра.

## Инфраструктура
Имеется почтовое отделение, отделение Сбербанка, аптека, магазины. Есть общеобразовательная школа-интернат.

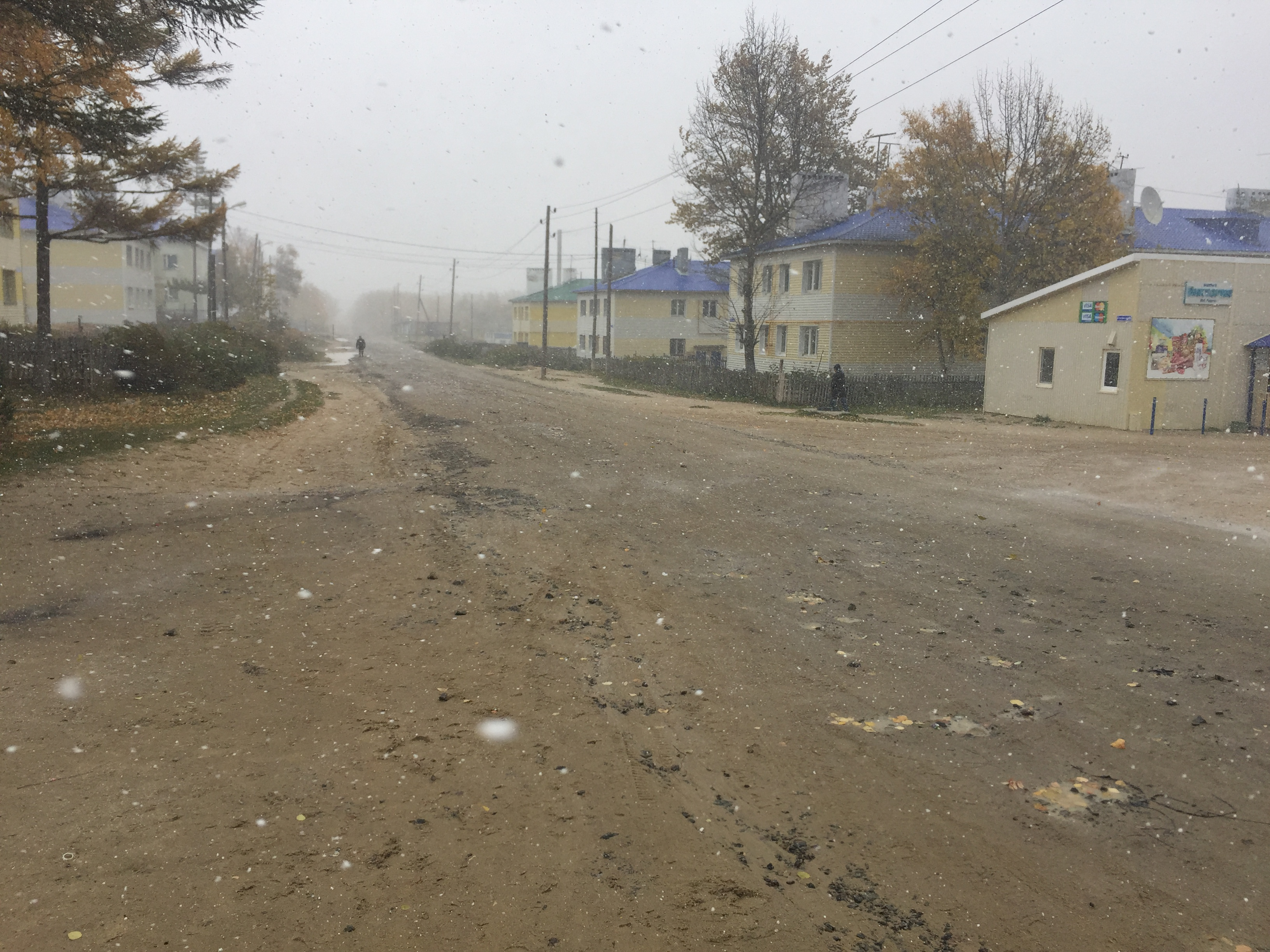
Первый снег в Некрасовке. Новый посёлок.

## География
Находится на севере острова Сахалин, западном его побережье, входе в залив Помрь.

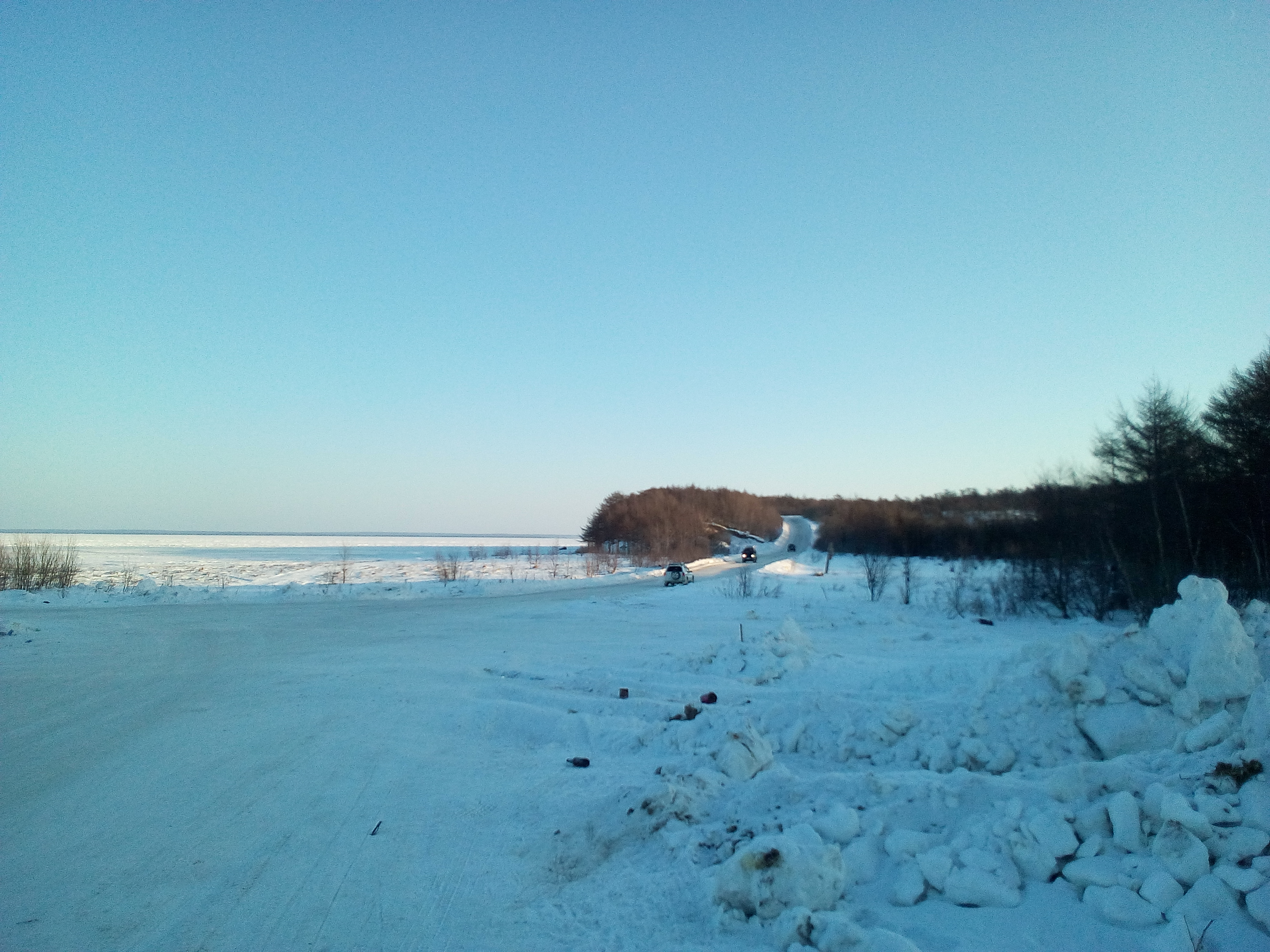
Берег залива Поморь. Сахалин, Некрасовка.

 Село разделено лесом на две части: Старый посёлок (на берегу залива Помрь) и Новый посёлок (дальше от моря).

## СМИ
В селе издаётся единственная в мире нивхоязычная газета Нивх диф.

## Население
| 2002 | 2010 | 2013 | 2021 |
| ---- | ---- | ---- | ---- |
| 1156 | ↘940 | ↘895 | ↘702 |

По переписи 2002 года население — 1156 человек (562 мужчины, 594 женщины). Преобладающая национальность — нивхи (52 %).